# Told
Told ist eine ungarische Gemeinde im Kreis Berettyóújfalu im Komitat Hajdú-Bihar.

## Geografie
Told grenzt an folgende Gemeinden:
| Berettyóújfalu | Mezőpeterd                                  |                 |
| Mezősas        | Kompassrose, die auf Nachbargemeinden zeigt | Biharkeresztes  |
|                | Körösszegapáti                              | Berekböszörmény |

## Geschichte
Der Ortsname änderte sich im Laufe der Zeit kaum: Thold (1275), Told (1785), Puszta-Told (1863), Told (1913-)

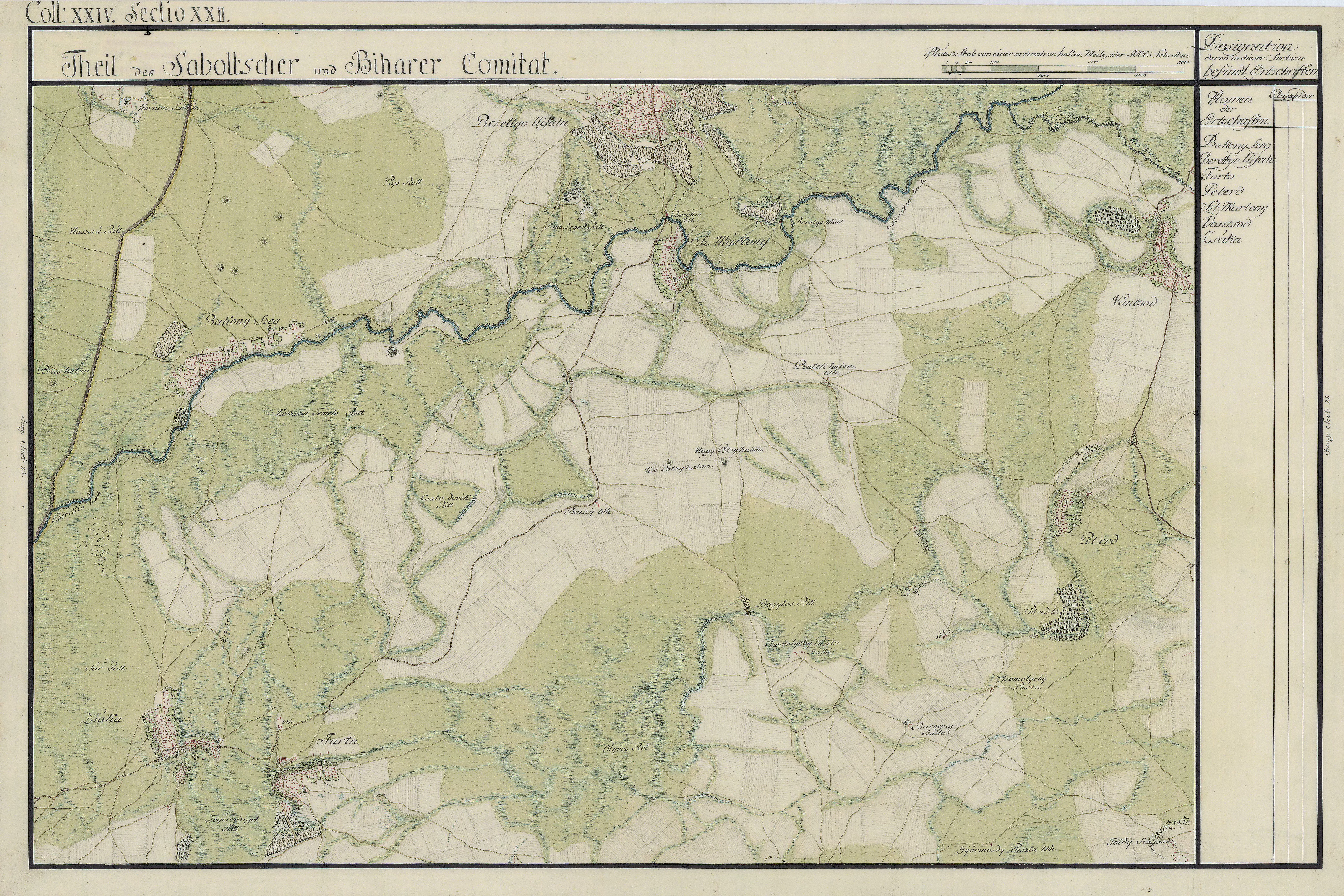
Toldy Szállás (rechts unten) um 1782 (Aufnahmeblatt der Josephinischen Landesaufnahme)
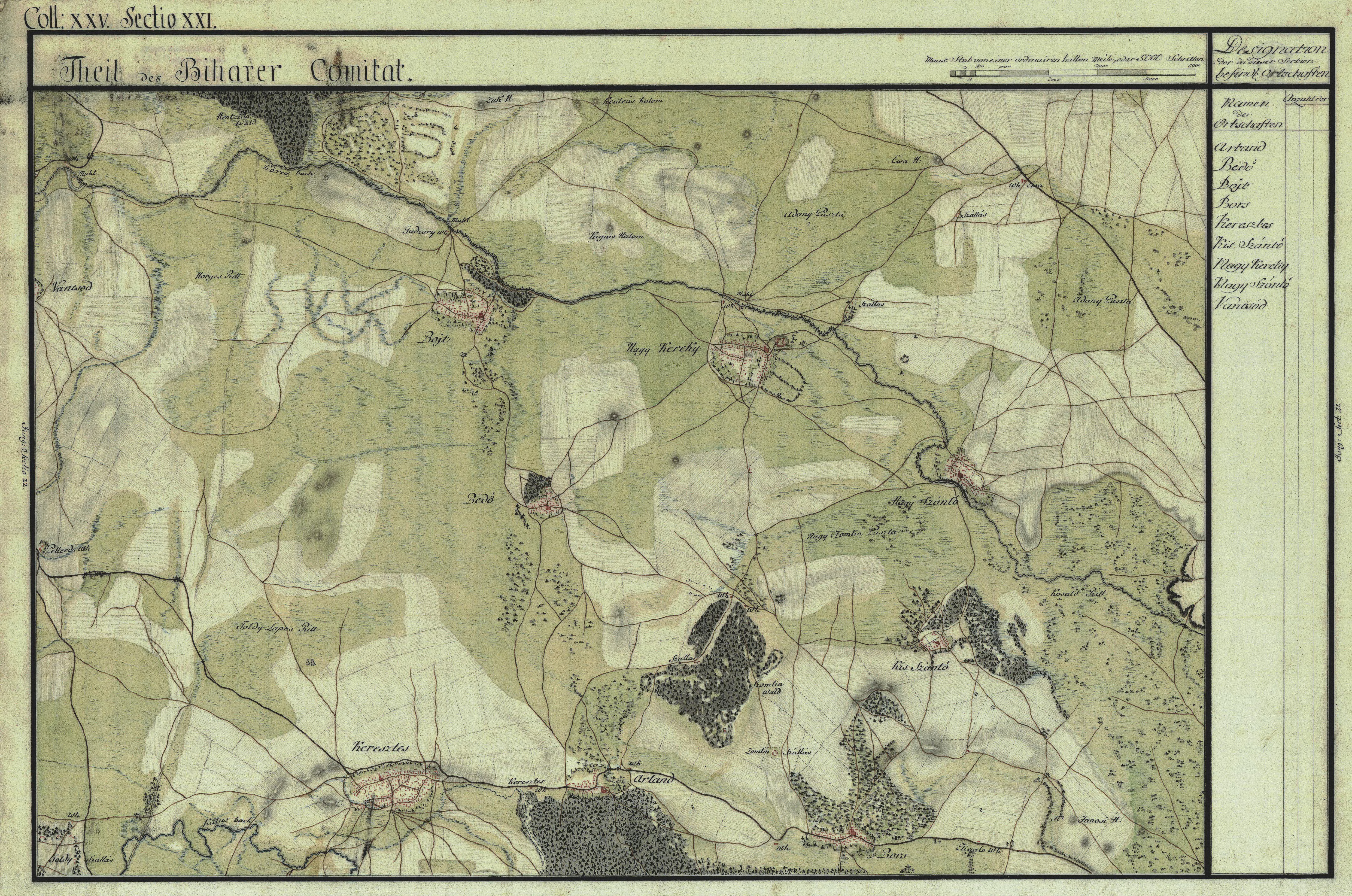
Toldy Szállás (links unten) um 1782 (Aufnahmeblatt der Josephinischen Landesaufnahme)
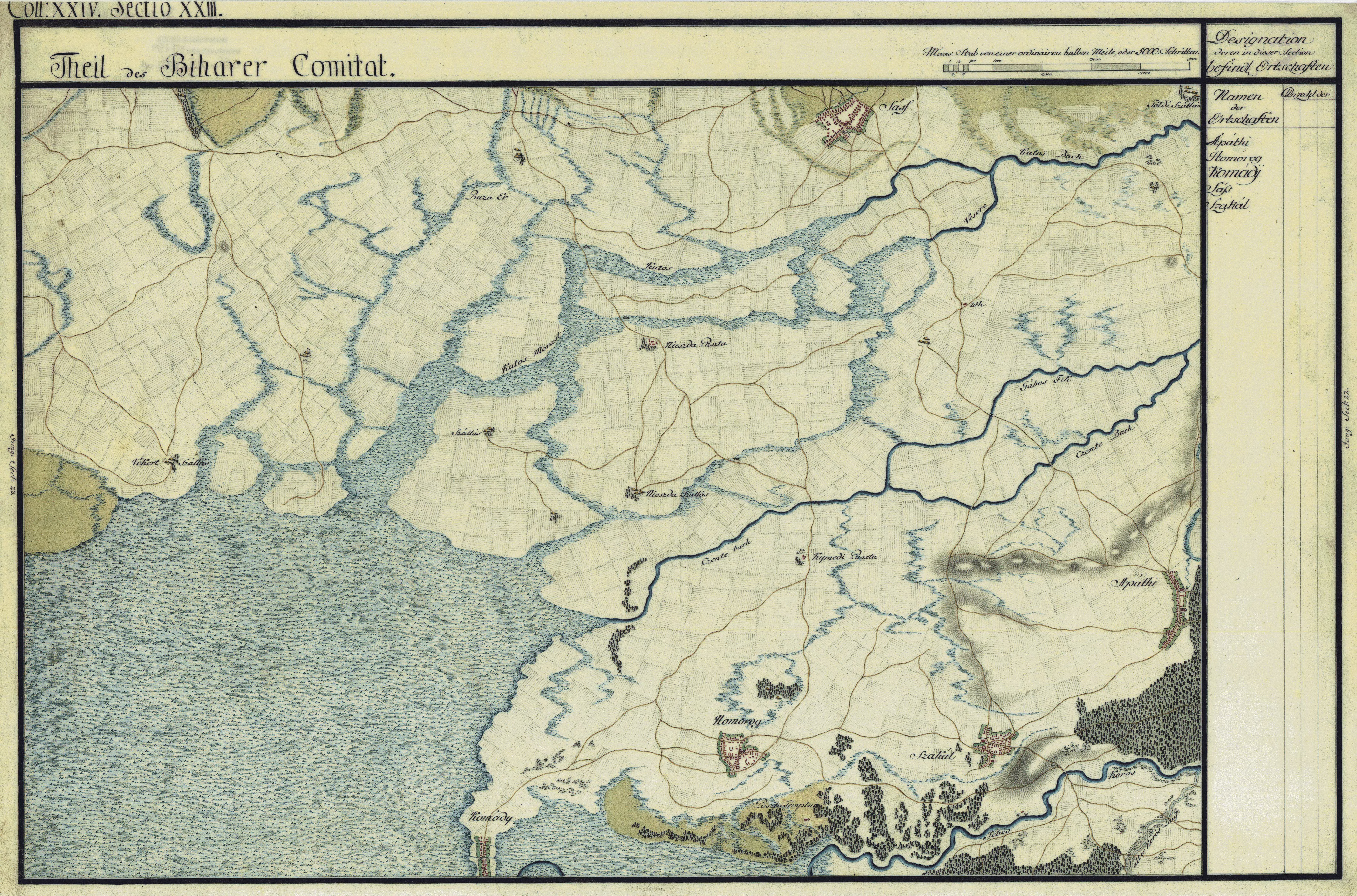
Toldy Szállás (rechts oben) um 1782 (Aufnahmeblatt der Josephinischen Landesaufnahme)
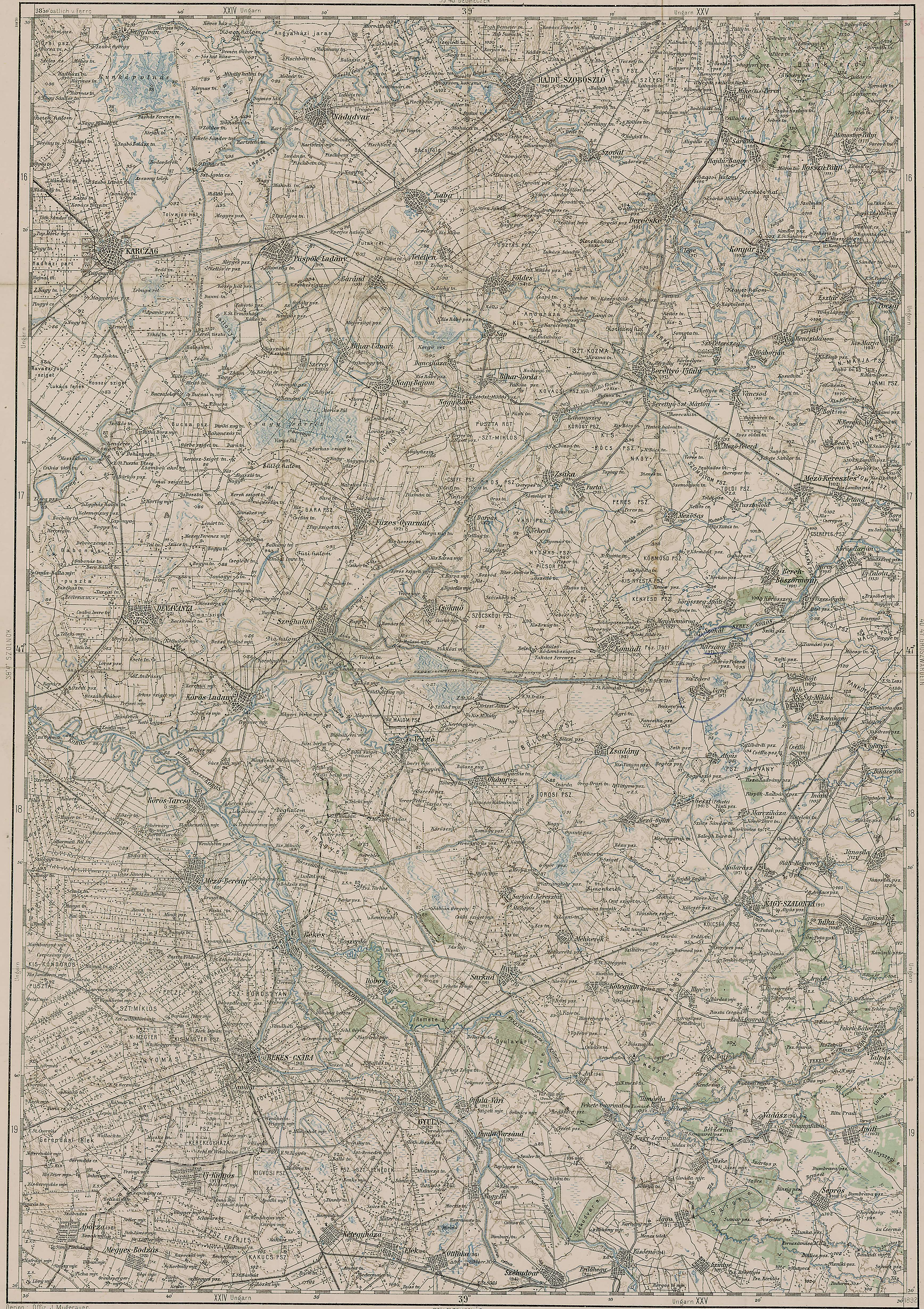
Puszta-Told (N 47° 7'; O 39° 19') um 1892 (Aufnahmeblatt der Franzisco-Josephinischen Landesaufnahme)

## Sehenswürdigkeiten
- Reformierte Kirche im spätbarocken Stil

## Verkehr
Told ist nur über die Nebenstraße Nr. 42121 zu erreichen. Es bestehen Busverbindungen in die Stadt Biharkeresztes, wo sich der nächstgelegene Bahnhof befindet.